# منطقه آناتولی شرقی

منطقه آناتولی شرقی

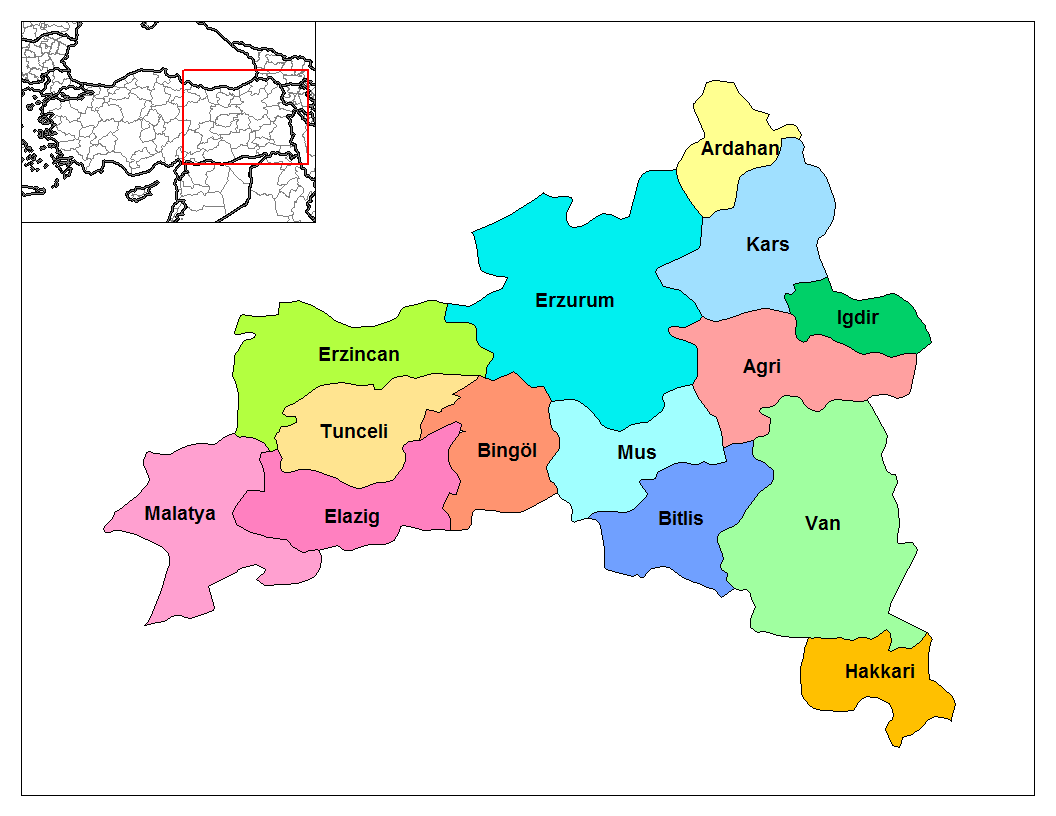
استان‌های آناتولی شرقی

منطقه آناتولی شرقی (به ترکی استانبولی: Doğu Anadolu Bölgesi) یکی از ۷ منطقه در ترکیه که در بخش شرقی ترکیه قرار گرفته‌است.
منطقه آناتولی شرقی از غرب به منطقه آناتولی مرکزی، شرق و جنوب‌شرقی به ایران، شمال به منطقه دریای سیاه و در شمال‌شرق به جمهوری خودمختار نخجوان و ارمنستان محدود می‌شود.
جمعیت منطقه آناتولی شرقی بر اساس سرشماری سال ۲۰۲۲ میلادی ۶٬۵۱۸٬۴۸۸ نفر بوده‌است. وسعت این منطقه نیز ۱۶۵٬۴۳۶ کیلومتر مربع است.

## نگارخانه

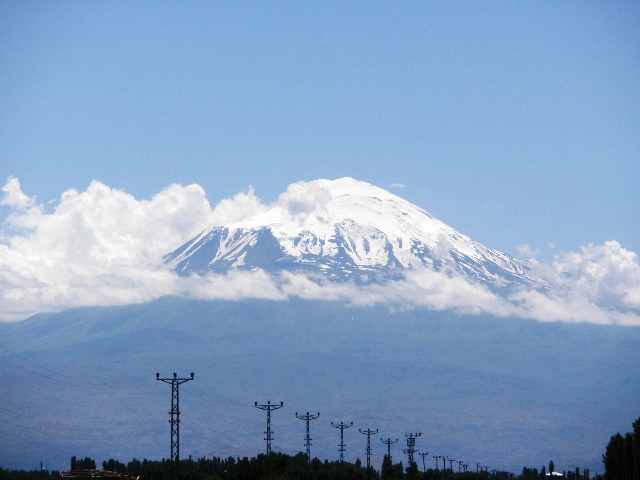
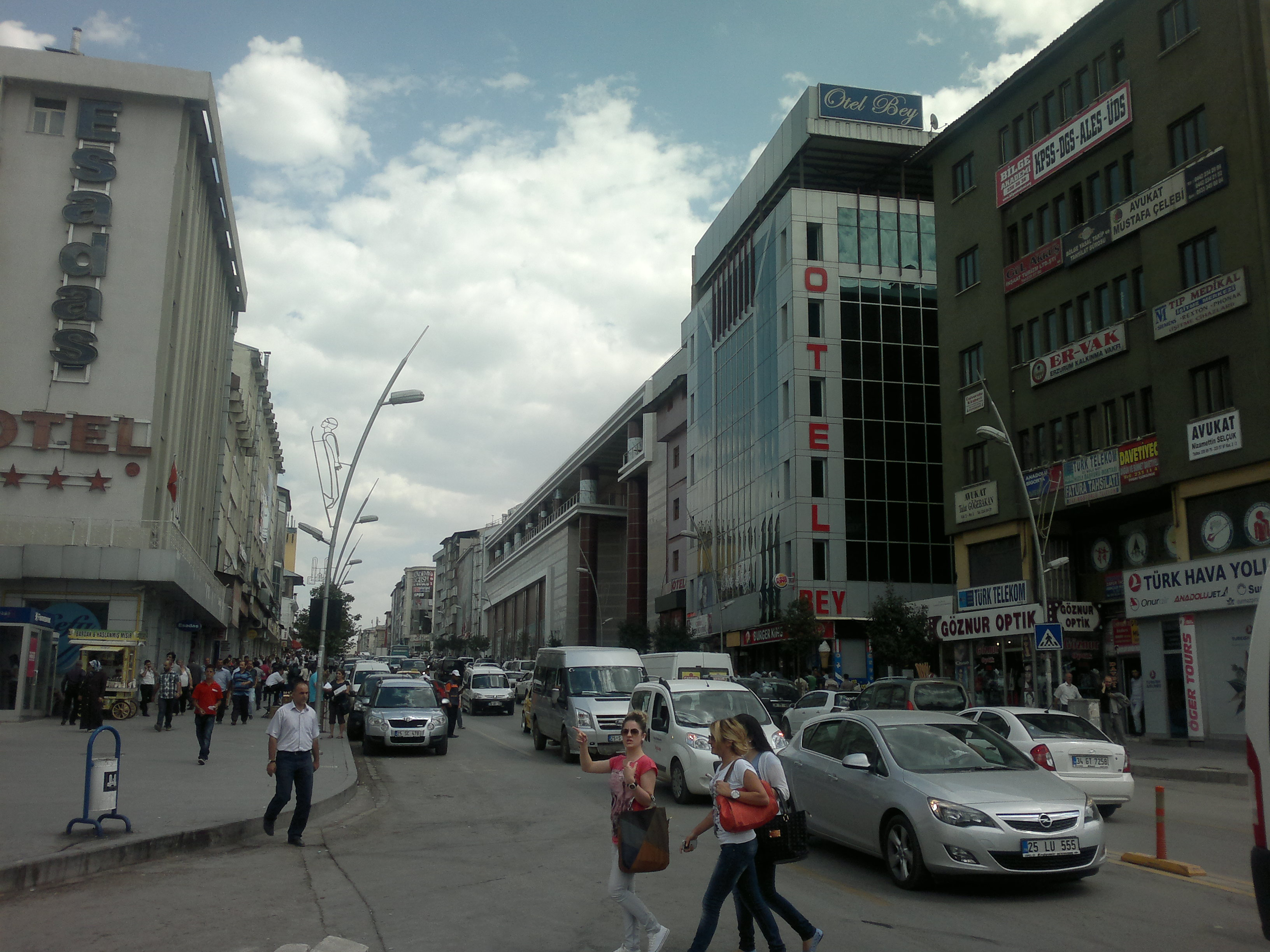
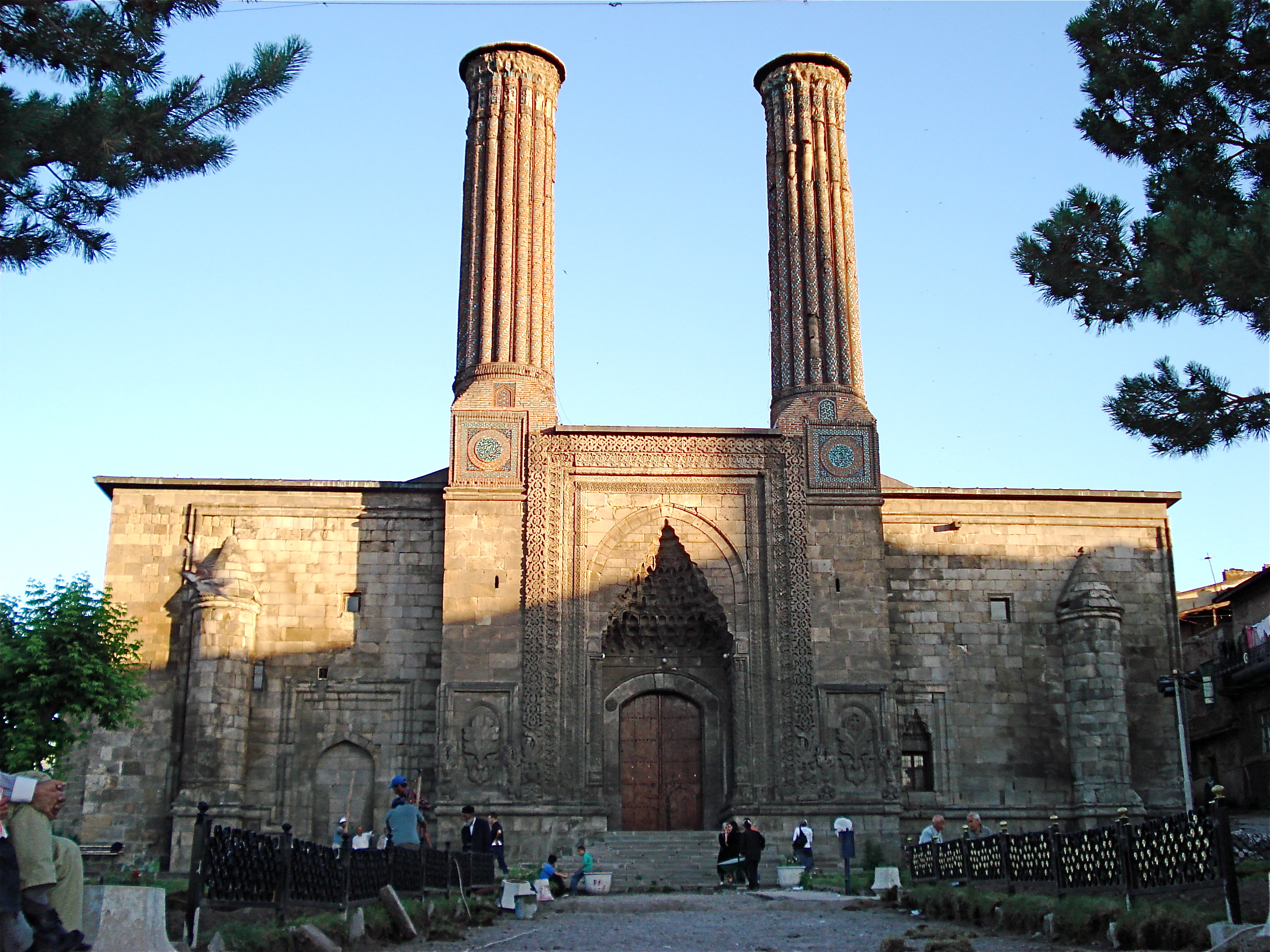
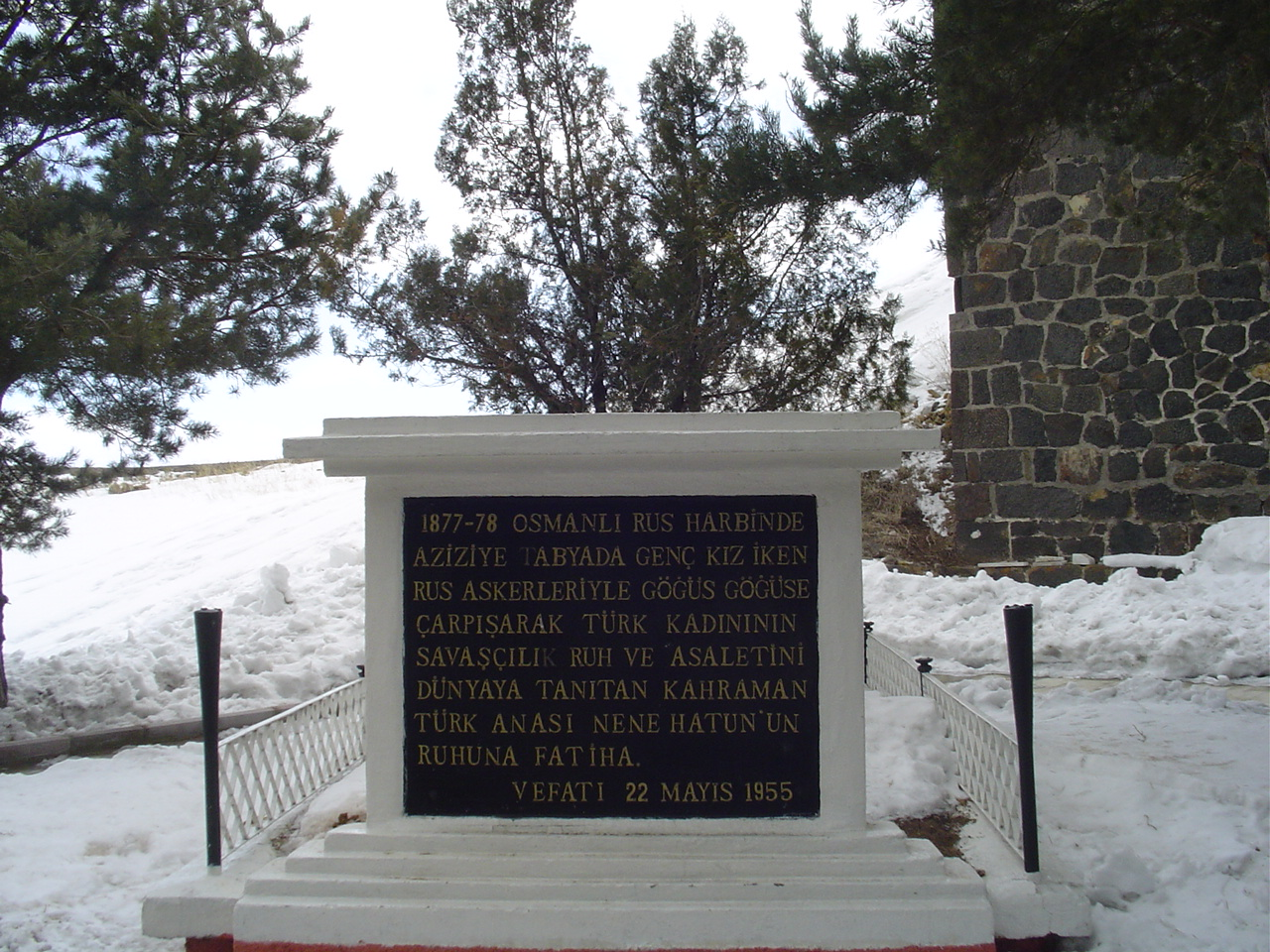
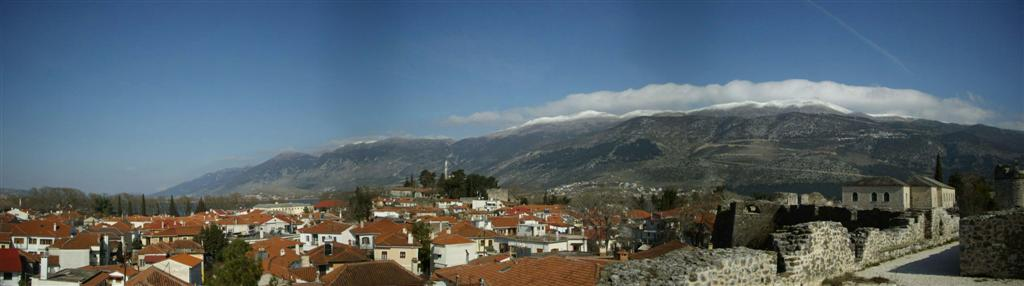
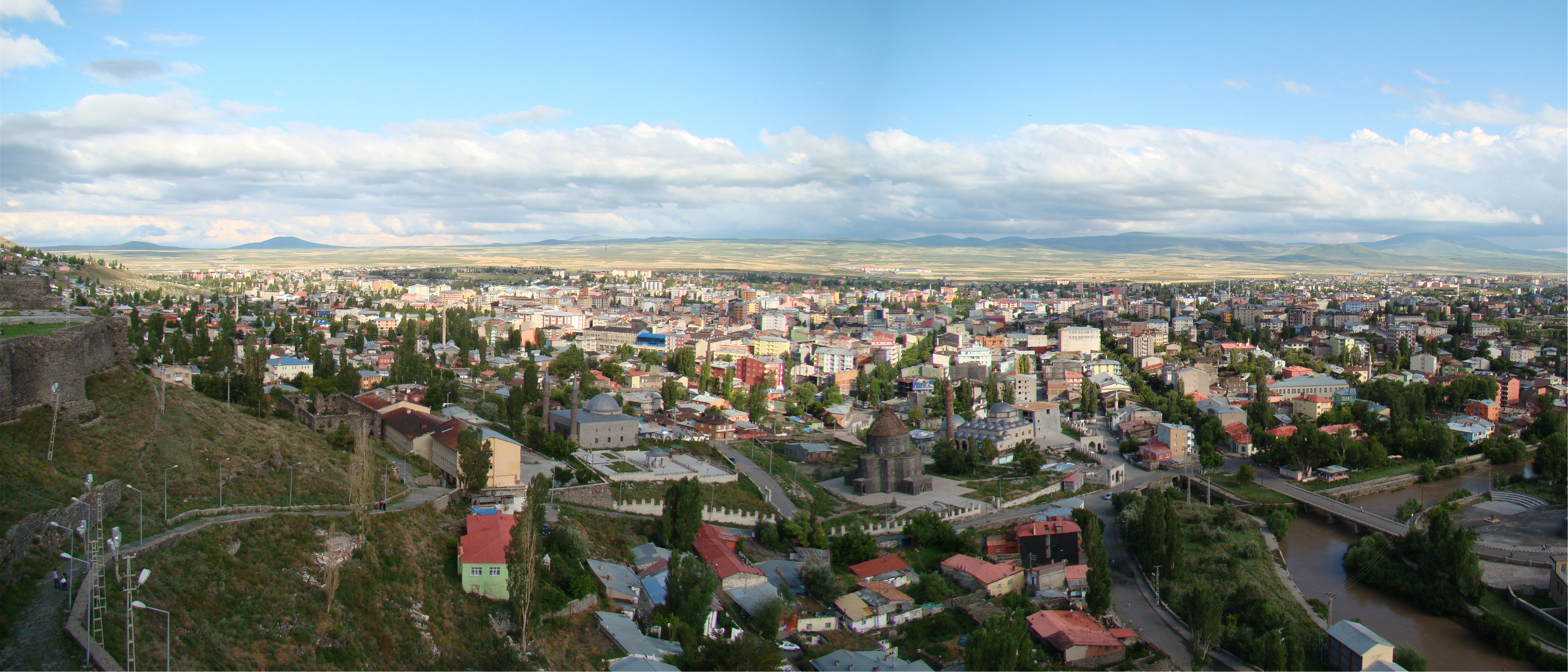
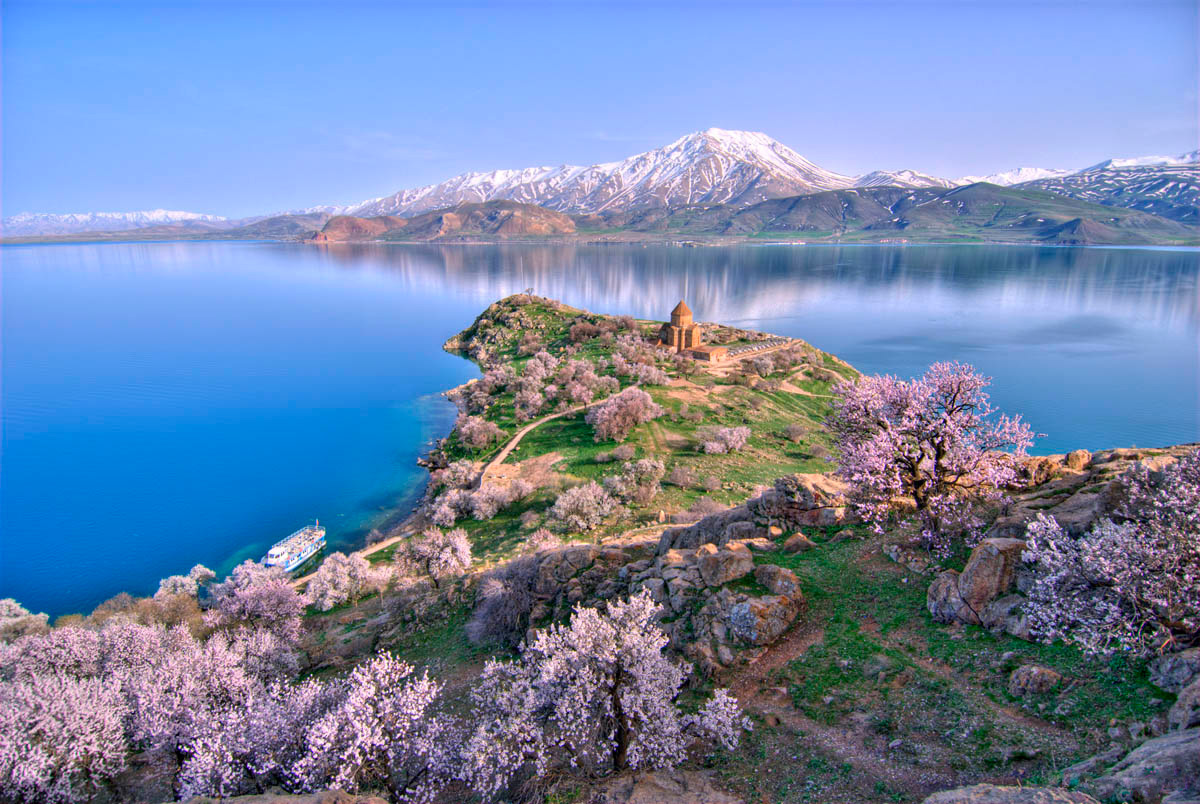
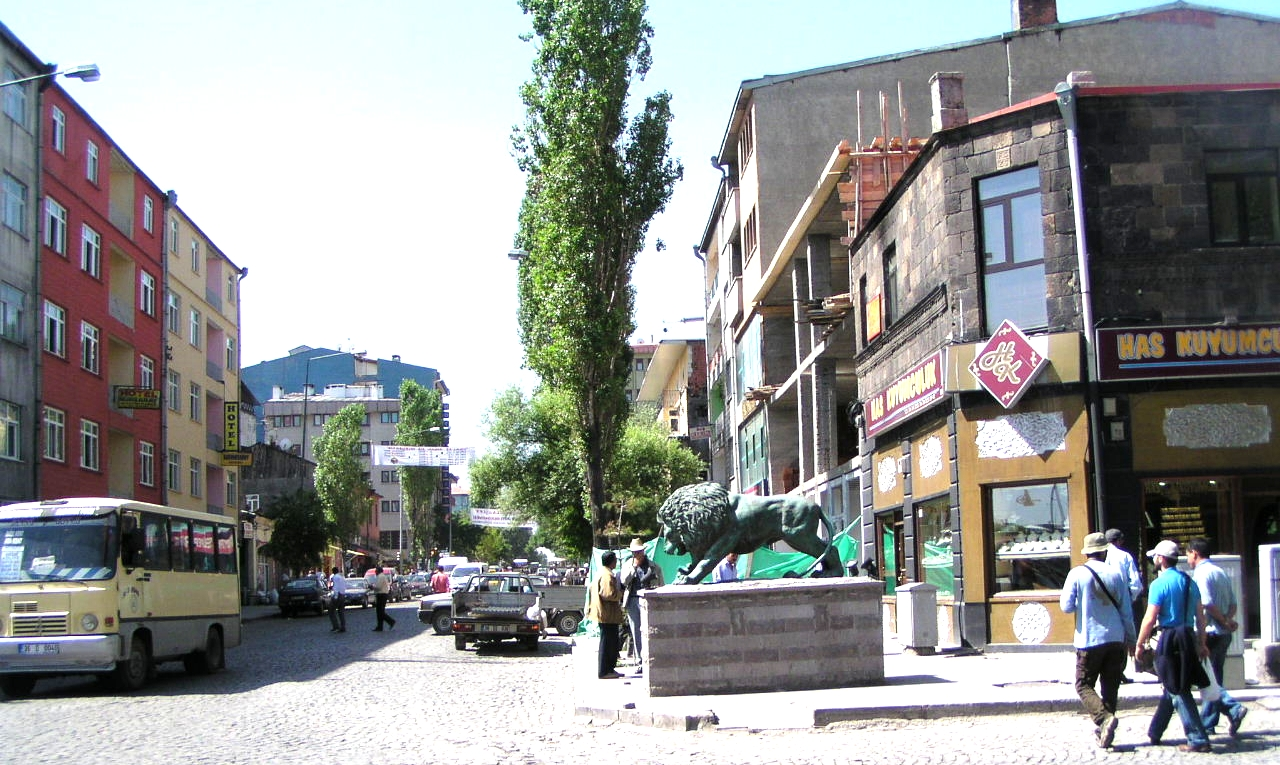
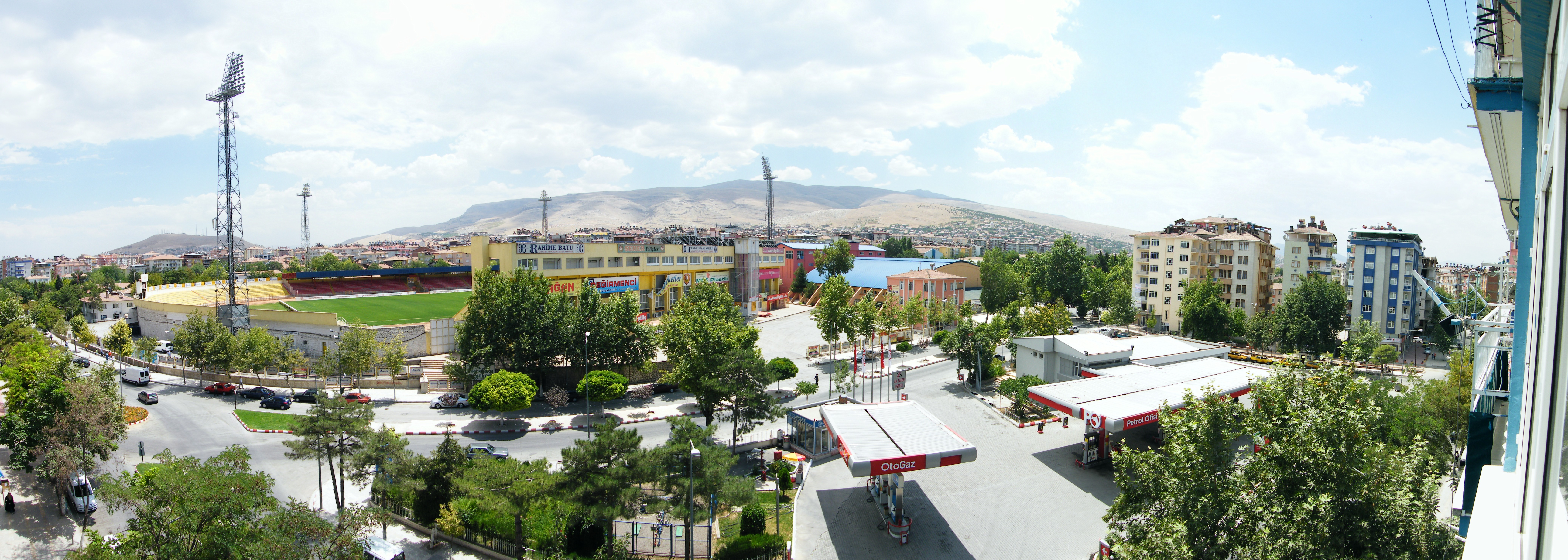

## استان‌ها
- اردهان
- ارزروم
- ارزنجان
- آغری
- الازیغ
- ایغدیر
- بتلیس
- بینگول
- تونج‌ایلی
- حکاری
- سعرد
- قارص
- ملطیه
- موش
- وان